# Max Prütz
Max Prütz (* 27. Dezember 1876 in Neuthymen, heute Fürstenberg/Havel; † 22. März 1945 in Hildesheim) war ein deutscher Politiker (Volksnationale Reichsvereinigung).

## Leben
Nach dem Besuch der Volksschule besuchte Prütz bis 1889 die Privatschule deutscher Landwirte und Fabrikleiter in Lubomil in Wolhynien in Russland. Es folgten einige Jahre an einem Gymnasium in Neubrandenburg. Danach absolvierte er von 1895 bis 1899 eine Pharmazeutenlehre. 1901 begann er mit dem Studium der Pharmazie in Rostock, wo er 1902 auch das Staatsexamen ablegte. Während seines Studiums wurde er Mitglied der Sängerschaft Skaldia Rostock (im Sondershäuser Verband). In den Jahren 1902 bis 1905 folgte das Studium der Chemie, der Botanik und der Physik. Im April 1905 promovierte Prütz zum Doktor. In den nächsten Jahren übernahm er Stellungen in der Gerbstoff-, Zucker- und Kaliindustrie. 1908 wurde Prütz Assistent am Nahrungsmitteluntersuchngsamt in Sondershausen. 1910 legte Prütz das Examen als Nahrungsmittelchemiker ab. 1912 wurde er Leiter des Flusswasseruntersuchungsamtes für Hildesheim.
Am 1. April 1929 wurde Prütz Abteilungsleiter und Professor an der Preußischen Landesanstalt für Wasser-, Boden und Lufthygiene. Aufgrund eines Ministererlasses wurde er dann dem Regierungspräsidenten in Hildesheim zur Verfügung gestellt, der ihn in den nächsten Jahren mit der Leitung des Flusswasseruntersuchungsamtes für den Regierungsbezirk Hildesheim-Hannover-Lüneburg beauftragte. Außerdem wurde Mitglied der Gesundheitskommission der Stadt Hildesheim.
Bei der Reichstagswahl vom September 1930 wurde Prütz als Kandidat der Deutschen Staatspartei (Volksnationale Reichsvereinigung) für den Wahlkreis 16 (Südhannover-Braunschweig) in den Reichstag gewählt, dem er bis zu der Wahl vom Juli 1932 angehörte. Er verließ die Fraktion der DStP bereits wieder am 7. Oktober 1930 gemeinsam mit den anderen Abgeordneten der Volksnationalen Reichsvereinigung.